# Glashütte (Lemberg)
Glashütte ist ein Ortsbezirk der Ortsgemeinde Lemberg im rheinland-pfälzischen Landkreis Südwestpfalz.

## Lage
Der Ortsbezirk liegt etwa drei Kilometer südlich des Kernorts im Westen des Wasgaus, wie der Südteil des Pfälzerwaldes auch genannt wird.

## Geschichte
Glashütte gehörte auch historisch zu Lemberg, das im gleichnamigen Amt Lemberg und dort in der Amtsschultheißerei Lemberg lag. Der Verwaltungs- und Gerichtsbezirk des Amtes Lemberg – und damit auch Glashütte – gehörte zunächst zur Grafschaft Zweibrücken-Bitsch, ab 1570 zur Grafschaft Hanau-Lichtenberg und ab 1736 zur Landgrafschaft Hessen-Darmstadt.  Ab 1798 gehörte der Ort zu Frankreich (Departement Donnersberg), ab 1816 zu Bayern (Rheinkreis) und ab 1946 zu Rheinland-Pfalz.
Siehe auch: Lemberg, Geschichte

## Politik
Der Ortsteil Glashütte ist einer von vier Ortsbezirken der Gemeinde Lemberg und verfügt über einen eigenen Ortsbeirat sowie einen Ortsvorsteher.
Der Ortsbeirat besteht aus fünf Mitgliedern, die bei der Kommunalwahl am 9. Juni 2024 in einer Mehrheitswahl gewählt wurden, und dem ehrenamtlichen Ortsvorsteher als Vorsitzendem.
Carsten Theiss (parteilos) wurde am 15. August 2024 Ortsvorsteher von Glashütte. Bei der Direktwahl am 9. Juni 2024 war er als einziger Bewerber mit einem Stimmenanteil von 88,6 % für fünf Jahre gewählt worden. Seine Vorgängerin Elke Klar (Wählergruppe Horder e. V.) hatte das Amt 1999 von Herbert Walther (SPD) übernommen und war nach vier Wiederwahlen und 25-jähriger Amtszeit bei der Wahl 2024 nicht erneut als Ortsvorsteherkandidatin angetreten.

## Kultur
Das einzige Kulturdenkmal vor Ort ist ein Fachwerkhaus in der Heinrich-Weber-Straße aus dem 18. Jahrhundert.
Es bestehen mit dem ASV Glashütte und dem HSV Glashütte zwei Vereine.